# 1863 în literatură
Anul 1863 în literatură a implicat o serie de evenimente și cărți noi semnificative.  